# 大家庭
大家庭（英語：Extended family），又稱為家族，指的是由一類囊括核心家庭，但也包括兄弟姐妹、祖父母、妯娌、叔侄、表堂兄弟姐妹等親戚组成的多人數家庭，與之相對的概念亦是核心家庭。
大家庭或者家族往往會形成一些有金錢、權力、性別、生產壟斷性的利益集团，如東亞社会的财团，多以一个大家庭为背景所形成的企业集团。